# Sovětská liga ledního hokeje 1965/1966
Sezóna 1965/1966 byla 20. sezonou Sovětské ligy ledního hokeje. Mistrem se stal tým CSKA Moskva.
Vzhledem k rozšíření soutěže na 12 týmů nikdo nesestoupil. Ze 2. ligy postoupily celky Torpedo Minsk a Metallurg Novokuzněck.

## Konečné pořadí
| #  | Tým                  | Z  | V  | R | P  | Sk.     | B  |
| -- | -------------------- | -- | -- | - | -- | ------- | -- |
| 1  | CSKA Moskva          | 36 | 32 | 2 | 2  | 239-70  | 66 |
| 2  | Spartak Moskva       | 36 | 24 | 4 | 8  | 173-99  | 52 |
| 3  | Dynamo Moskva        | 36 | 20 | 3 | 13 | 133-94  | 43 |
| 4  | Chimik Voskresensk   | 36 | 15 | 6 | 15 | 86-100  | 36 |
| 5  | Lokomotiv Moskva     | 36 | 16 | 4 | 16 | 114-135 | 36 |
| 6  | Křídla Sovětů Moskva | 36 | 13 | 8 | 15 | 128-143 | 34 |
| 7  | Torpedo Gorkij       | 36 | 14 | 3 | 19 | 84-114  | 31 |
| 8  | SKA Leningrad        | 36 | 10 | 7 | 19 | 86-118  | 27 |
| 9  | Dynamo Kyjev         | 36 | 8  | 3 | 25 | 76-144  | 19 |
| 10 | Sibir Novosibirsk    | 36 | 5  | 6 | 25 | 78-166  | 16 |